# Кубрак Сергій Іванович
Сергі́й Іва́нович Ку́брак (нар. 16 жовтня 1963, с. Костянтинівка Мелітопольський район Запорізька область) — радянський та український важкоатлет, майстер спорту СРСР міжнародного класу, чемпіон СРСР з гирьового спорту, бронзовий призер чемпіонату світу, чемпіон світу з гирьового спорту серед ветеранів, семикратний чемпіон України, Заслужений тренер України. Старший викладач кафедри фізичного виховання і спорту Таврійського державного агротехнічного університету імені Дмитра Моторного.

## Життєпис
Народився 16 жовтня 1963 року в с. Костянтинівка Мелітопольського району Запорізької області. У 1980 році закінчив Костянтинівську середню школу. Після закінчення працював кухарем на Мелітопольському моторному заводі.
У 1981—1983 роках проходив службу у лавах Збройних сил СРСР. Після демобілізації повернувся на Мелітопольський моторний завод. У 1984—1985 роках працював інструктором–методистом по спорту у колгоспі імені Леніна села Костянтинівка. Від 1987 року й дотепер працює тренером-викладачем з гирьового спорту у Мелітопольській районній ДЮСШ (СК «Богатир» с. Костянтинівка). 2001 року закінчив Мелітопольський державний педагогічний університет за фахом «Викладач фізичного виховання».
Гирьовим спортом почав займатися ще у 1978 році. До цього часу захоплювався різними видами спорту: вільною боротьбою, легкою атлетикою, гімнастикою.
Спортивні досягнення
- майстер спорту міжнародного класу;
- рекордсмен СРСР (1987 р.; м. Москва);
- переможець Кубку СРСР (1988 р.; м. Воронеж);
- чемпіон ВДФСТ профспілок (1988 р.; м. Магнітогорськ);
- семиразовий призер чемпіонатів СРСР (1985—1990);
- семиразовий чемпіон України;
- бронзовий призер чемпіонату світу (2000 р.; м. Казань);
- п'ятнадцятиразовий чемпіон світу серед ветеранів;
- двадцятисемиразовий переможець Всесоюзних, Всеукраїнських та міжнародних змагань.

Встановив 30 рекордів України, 8 рекордів СРСР, 8 рекордів світу, 8 рекордів Європи серед ветеранів. Працюючи тренером, підготував 22 майстри спорту, 4 чемпіони світу серед юнаків та юніорів, 5 призерів чемпіонатів світу, серед них, майстри спорту, чемпіони та рекордсмени України, чемпіони світу серед юнаків та юніорів — Володимир Корнієнко, Олександр Голубничий, Дмитро Євенко, Максим Черніков. Призери світу серед юнаків і юніорів — Юрій Крипцов, Дмитро Тралло, Сергій Кудря, Артем Тіпенко, Денис Кудіков, а також чемпіон Світу серед юніорів, срібний призер чемпіонату світу серед чоловіків Іван Кубрак.
За багаторічну плідну роботу з підготовки спортсменів високого класу за наказом Державного комітету молодіжної політики, спорту і туризму України від 11 липня 2001 року за № 2046 Кубраку Сергію Івановичу присвоєно почесне звання «Заслужений тренер України». 2010 року з нагоди 60-ліття утворення Всеукраїнського фізкультурно-спортивного товариства «Колос» АПК України нагороджений почесною грамотою Запорізької обласної ради (депутатів).